# Hermann Trittelvitz

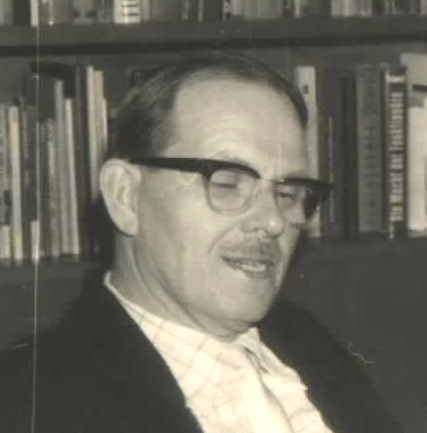
Hermann Trittelvitz

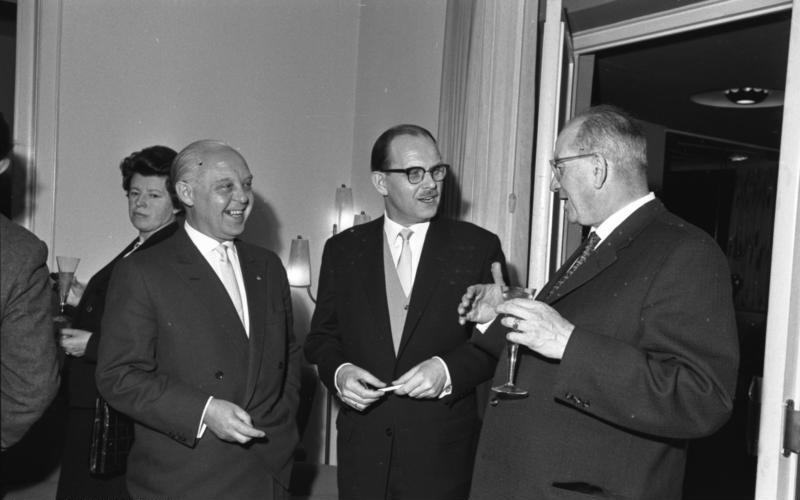
Hermann Trittelvitz (Bildmitte) im März 1959

Hermann Trittelvitz (* 10. April 1909 in Fenne/Saar; † 11. Januar 1970 in Saarbrücken) war ein deutscher Politiker der SPD.

## Leben und Beruf
Trittelvitz studierte Volkswirtschaft an den Universitäten in Heidelberg und Hamburg und war nach seinem Examen von 1934 bis 1944 in der Metallindustrie, im Chemie- und im Metallgroßhandel tätig. Er wurde 1931 Mitglied der SPD und war von 1932 bis 1933 Vorsitzender der Sozialistischen Studentenschaft und Mitglied des AStA in Heidelberg. Von 1945 bis 1947 war er Amtsbürgermeister in Spiesen (Saar), von 1947 bis 1952 Landrat in Homburg. Er war Mitgründer der SPD an der Saar und wurde 1952 wegen Zusammenarbeit mit der deutschen Opposition und deutschen Parteien aus saarländischen Diensten entlassen und des Landes verwiesen. 1953 übernahm er als Regierungsrat die Verantwortung für das staatliche Hafenamt in Ludwigshafen/Rhein. Zurück im Saarland war er Mitarbeiter der Bundesanstalt für Arbeit (BA). Als die Organisation der BA Ende 1956 auch auf das Saarland ausgedehnt wurde, wurde er Leiter des Arbeitsamtes in Saarbrücken.
Neben seiner Tätigkeit als Abgeordneter des saarländischen Landtages ab 1960 war Trittelvitz unter anderem Mitglied des Verwaltungsrates des Saarländischen Rundfunks sowie des Aufsichtsrates der Völklinger Hütte und Laienpräsident der Männerarbeit der Evangelischen Kirche in Deutschland (EKD).

## Abgeordneter
Trittelvitz gehörte dem Deutschen Bundestag von 1953 bis zum 12. September 1956 an und war gleichzeitig Delegierter der Beratenden Versammlung (Europarat). Er wurde am 4. Dezember 1960 und am 27. Juni 1965 in den saarländischen Landtag gewählt. Vom 19. Dezember 1958 bis 17. Januar 1961 war er ordentliches Mitglied des Bundesrats.

## Öffentliche Ämter
Trittelvitz war vom 14. Februar 1958 bis zum 17. Januar 1961 saarländischer Minister für Arbeit und Sozialwesen in der großen Koalition unter den Ministerpräsidenten Egon Reinert und Franz Josef Röder sowie Mitglied des Bundesrates.

## Ehrungen
- 1967: Großes Verdienstkreuz mit Stern der Bundesrepublik Deutschland